# Armorial des communes du Cantal
- il comporte peu ou pas de sources.
- certaines figures sont encore dans un format bitmap et doivent être vectorisées.
- il reste des blasons à dessiner dans cet armorial.

Cette page donne les armoiries (figures et blasonnements) des communes du Cantal.

(0 dessin(s) en attente.)
- Haut – A
- B
- C
- D
- E
- F
- G
- H
- I
- J
- K
- L
- M
- N
- O
- P
- Q
- R
- S
- T
- U
- V
- W
- X
- Y
- Z

## A
| Blason de Albepierre-Bredons | Blason  | D’or au cœur de gueules, au chef d’azur chargé d’un croissant d’argent accosté de deux étoiles du même. |
| Blason de Albepierre-Bredons | Détails | Le statut officiel du blason reste à déterminer.                                                        |

| Blason de Allanche | Blason  | D'or aux deux clefs de sable passées en sautoir. |
| Blason de Allanche | Détails | Le statut officiel du blason reste à déterminer. |

| Blason de Anglards-de-Salers | Blason  | Parti : au 1er d’azur au chef d’or, au 2e d’azur au poisson d’argent posé en bande accompagné de cinq étoiles de même, trois en chef ordonnées 2 et 1, et deux en pointe rangées en bande. |
| Blason de Anglards-de-Salers | Détails | Le statut officiel du blason reste à déterminer. |

| Blason à dessiner | Blason  | De sinople au chevron ondé d'argent accompagné en chef, à dextre, d'une croix de Lorraine d'or , à senestre d'une gerbe de blé d'or et en pointe de trois lis des jardins tigés et feuillés d'or, empoignés et liés de gueules. |
| Blason à dessiner | Détails | Le statut officiel du blason reste à déterminer. |

| Blason de Apchon | Blason  | De sable à la croix d'or cantonnée aux 1er et 2e d'un besant d'or, au 3e d'une hache contournée d'argent et au 4e au personnage religieux du même. Devise / CriHaut et clair |
| Blason de Apchon | Détails | Le statut officiel du blason reste à déterminer. |

| Blason de Arpajon-sur-Cère | Blason  | D’azur à la bande d’or accompagnée de six coquilles du même ordonnées en orle. |
| Blason de Arpajon-sur-Cère | Détails | Le statut officiel du blason reste à déterminer.                               |

| Blason de Aurillac | Blason  | De gueules à trois coquilles d'argent, au chef de France. |
| Blason de Aurillac | Détails | Le statut officiel du blason reste à déterminer.          |

Pas d'information pour les communes suivantes : Alleuze, Ally (Cantal) , Andelat, Anglards-de-Saint-Flour, Antignac (Cantal), Arches (Cantal) , Arnac, Auzers, Ayrens
- Haut – A
- B
- C
- D
- E
- F
- G
- H
- I
- J
- K
- L
- M
- N
- O
- P
- Q
- R
- S
- T
- U
- V
- W
- X
- Y
- Z

## B
| Blason de Barriac-les-Bosquets | Blason  | De gueules aux trois bandes ondées d’argent, au chef cousu d’azur chargé de deux étoiles d’or.                                                                 |
| Blason de Barriac-les-Bosquets | Détails | * Il y a là non-respect de la règle de contrariété des couleurs : ces armes sont fautives (azur sur gueules). Le statut officiel du blason reste à déterminer. |

| Blason de Beaulieu | Blason  | D'or à la croix ancrée d'azur.                                                      |
| Blason de Beaulieu | Détails | Blason de la famille de Thynières. Le statut officiel du blason reste à déterminer. |

| Blason de Boisset | Blason  | D'or au chêne arraché de sinople fûté d'argent ; au chef d'azur chargé de deux fleurs de lis d'or. |
| Blason de Boisset | Détails | Le statut officiel du blason reste à déterminer.                                                   |

| Blason de Bonnac | Blason  | Écartelé: au 1 de gueules à deux clés d'or passées en sautoir brochant sur une épée d'argent garnie d'or, au 2 d'azur à un léopard d'or, au 3 d'azur à trois flanchis d'or, au 4 d'argent à la croix pattée et alésée de gueules. |
| Blason de Bonnac | Détails | Créé par JF Binon. Blason sur le site de Stéphane Sautarel (sénateur du Cantal), 2025. |

Pas d'information pour les communes suivantes : Badailhac, Bassignac, Besse (Cantal), Brageac, Brezons
- Haut – A
- B
- C
- D
- E
- F
- G
- H
- I
- J
- K
- L
- M
- N
- O
- P
- Q
- R
- S
- T
- U
- V
- W
- X
- Y
- Z

## C
| Blason de Calvinet | Blason  | Fuselé d’argent et de gueules.                   |
| Blason de Calvinet | Détails | Le statut officiel du blason reste à déterminer. |

| Blason de Carlat | Blason  | De gueules au lion léopardé d'or.                                               |
| Blason de Carlat | Détails | Blason des vicomtes de Carlat. Le statut officiel du blason reste à déterminer. |

| Blason de Cayrols | Blason  | Parti d'or à la bordure dentelée d'azur et d'azur à la bordure dentelée d'or. |
| Blason de Cayrols | Détails | Le statut officiel du blason reste à déterminer.                              |

| Blason de Champagnac | Blason  | D'or à la bande d'azur chargée d'une rose du champ accostée de deux fleurs de lys d'argent à plomb, accompagnée de deux têtes de lion arrachées de gueules et lampassées d'azur. |
| Blason de Champagnac | Détails | Reprend des éléments des armoiries des diverses familles ayant été seigneurs de la commune. Création de M. Brunon adoptée par la municipalité en décembre 2017.                  |

| Blason de Chaudes-Aigues | Blason  | D'azur à la montagne d'or d'où s'échappent trois jets de vapeur d'argent mal ordonnés, ladite montagne mouvant d'un bouillon d'eaux fumantes du même mouvant de la pointe, le tout accompagné en chef de deux fleurs de lys d'or. |
| Blason de Chaudes-Aigues | Détails | Le statut officiel du blason reste à déterminer. |

| Blason de Clavières | Blason  | De gueules à la clé d’argent, au chef cousu d’azur chargé de trois étoiles d’or.        |
| Blason de Clavières | Détails | Armes parlantes en latin (clavus→clé). Le statut officiel du blason reste à déterminer. |

| Blason de Condat | Blason  | De gueules à la crosse contournée d’argent accostée de deux trèfles d'or. |
| Blason de Condat | Détails | Le statut officiel du blason reste à déterminer.                          |

Pas d'information pour les communes suivantes : Cassaniouze, Celles (Cantal) , Celoux, Cézens, Chaliers, Chalinargues, Chalvignac, Champs-sur-Tarentaine-Marchal, Chanterelle (Cantal) , La Chapelle-d'Alagnon, La Chapelle-Laurent, Charmensac, Chastel-sur-Murat, Chaussenac, Chavagnac (Cantal) , Chazelles (Cantal) , Cheylade, Le Claux, Collandres, Coltines, Coren, Crandelles, Cros-de-Montvert, Cros-de-Ronesque, Cussac (Cantal)
- Haut – A
- B
- C
- D
- E
- F
- G
- H
- I
- J
- K
- L
- M
- N
- O
- P
- Q
- R
- S
- T
- U
- V
- W
- X
- Y
- Z

## D
| Blason de Dienne | Blason  | D'azur au chevron d'argent accompagné de trois croissants d'or. |
| Blason de Dienne | Détails | Le statut officiel du blason reste à déterminer.                |

Pas d'information pour les communes suivantes : Deux-Verges, Drugeac
- Haut – A
- B
- C
- D
- E
- F
- G
- H
- I
- J
- K
- L
- M
- N
- O
- P
- Q
- R
- S
- T
- U
- V
- W
- X
- Y
- Z

## E
Pas d'information pour les communes suivantes : Escorailles, Espinasse (Cantal)

## F
| Blason de Ferrières-Saint-Mary | Blason  | D'azur à trois fers à cheval d'argent accompagnés en pointe d'une branche de hêtre de sinople* posée en bande à dextre et d'une branche de chêne du même* posée en barre à senestre, les tiges passées en sautoir en pointe. |
| Blason de Ferrières-Saint-Mary | Détails | * Il y a là non-respect de la règle de contrariété des couleurs : ces armes sont fautives (sinople sur azur). Armes parlantes (fers). Le statut officiel du blason reste à déterminer.                                       |

| Blason de Fontanges | Blason  | De gueules plain, au chef d'or chargé de trois fleurs de lys d'azur. |
| Blason de Fontanges | Détails | Adopté par la municipalité.                                          |

| Blason de Fridefont | Blason  | Écartelé en sautoir : au 1er d'or à la lettre F capitale de sinople, au 2e et au 3e de gueules à la fleur de lys d'or, au 4e d'or plain, à la tour d'argent brochant en cœur. |
| Blason de Fridefont | Détails | Le statut officiel du blason reste à déterminer. |

Pas d'information pour les communes suivantes : Le Falgoux, Le Fau, Faverolles (Cantal), Fournoulès, Freix-Anglards
- Haut – A
- B
- C
- D
- E
- F
- G
- H
- I
- J
- K
- L
- M
- N
- O
- P
- Q
- R
- S
- T
- U
- V
- W
- X
- Y
- Z

## G
| Blason de Glénat | Blason  | D'or aux trois gerbes de blé de gueules.         |
| Blason de Glénat | Détails | Le statut officiel du blason reste à déterminer. |

Pas d'information pour les communes suivantes : Giou-de-Mamou, Girgols, Gourdièges
- Haut – A
- B
- C
- D
- E
- F
- G
- H
- I
- J
- K
- L
- M
- N
- O
- P
- Q
- R
- S
- T
- U
- V
- W
- X
- Y
- Z

## J
Pas d'information pour les communes suivantes : Jabrun, Jaleyrac, Jou-sous-Monjou, Joursac, Junhac, Jussac

## L
| Blason de Lanobre | Blason  | D’azur semé de trèfles d’or au lion contourné du même brochant sur le tout. |
| Blason de Lanobre | Détails | Le statut officiel du blason reste à déterminer.                            |

| Blason de Laroquebrou | Blason  | D'azur au chevron d'or accompagné en chef de deux rocs d'échiquier du même et en pointe d'une coquille d'argent. |
| Blason de Laroquebrou | Détails | Armes parlantes (rocs d’échiquier). Le statut officiel du blason reste à déterminer.                             |

Pas d'information pour les communes suivantes : Labesserette, Labrousse (Cantal), Lacapelle-Barrès, Lacapelle-del-Fraisse, Lacapelle-Viescamp, Ladinhac, Lafeuillade-en-Vézie, Landeyrat, Lapeyrugue, Laroquevieille, Lascelle, Lastic (Cantal), Laurie (Cantal), Lavastrie, Laveissenet, Laveissière, Lavigerie, Leucamp, Leynhac, Leyvaux, Lieutadès, Lorcières, Loubaresse (Cantal), Lugarde
- Haut – A
- B
- C
- D
- E
- F
- G
- H
- I
- J
- K
- L
- M
- N
- O
- P
- Q
- R
- S
- T
- U
- V
- W
- X
- Y
- Z

## M
| Blason de Madic | Blason  | De gueules au lion d'hermine, armé, lampassé et couronné d'or. |
| Blason de Madic | Détails | Le statut officiel du blason reste à déterminer.               |

| Blason de Marcenat | Blason  | D’azur au chevron d’or accompagné de trois fleurs de six pétales du même. |
| Blason de Marcenat | Détails | Le statut officiel du blason reste à déterminer.                          |

| Blason de Marcolès | Blason  | D'or au rameau de chêne de sinople, au chef d'azur chargé de deux fleurs de lys d'argent. |
| Blason de Marcolès | Détails | Le statut officiel du blason reste à déterminer.                                          |

| Blason de Marmanhac | Blason  | D’azur à la main dextre appaumée d’argent.       |
| Blason de Marmanhac | Détails | Le statut officiel du blason reste à déterminer. |

| Blason de Massiac | Blason  | D'azur au griffon d'or accompagné de trois épis du même.                                                                           |
| Blason de Massiac | Détails | Blason des Espinchal, anciens seigneurs. Le statut officiel du blason reste à déterminer.                                          |
| Blason de Massiac | Alias   | D'or au dextrochère d'argent tenant une massue de sable posée en barre. Armes parlantes (La « mass(u)e » rappelle « Masse(iac) »). |

| Blason de Mauriac | Blason  | D'or au Maure de sable.                                           |
| Blason de Mauriac | Détails | Armes parlantes (Maure). Blason adopté au XIXe siècle.            |
| Blason de Mauriac | Alias   | D'azur à trois miroirs d'argent cerclés de gueules, au chef d'or. |

| Blason de Maurs | Blason  | D'or à une fasce de sable.                                                                      |
| Blason de Maurs | Détails | Le statut officiel du blason reste à déterminer.                                                |
| Blason de Maurs | Alias   | D'or à la tête de Maure de sable tortillée d'argent. Armes parlantes (Maure).                   |
| Blason de Maurs | Alias   | D'or au Maure de sable. Armes parlantes (Maure). Armes attribuées par Charles d'Hozier en 1696. |

| Blason de Molompize | Blason  | Parti : au I coupé, au 1er de gueules à trois fasces d'argent chargées chacune de trois losanges d’azur, au 2e d’or à 10 fusées en losange d’azur rangées en fasce 5 et 5, au II d’azur à la bande d’or accompagnée de six coquilles d’argent mises en orle. |
| Blason de Molompize | Détails | Le statut officiel du blason reste à déterminer. |

| Blason de Montsalvy | Blason  | D'argent à cinq roses de jardin d'or tigées et feuillées de sinople mouvant en bouquet d'un tourteau de gueules chargé d'une croix aussi d'or |
| Blason de Montsalvy | Détails | Officiel (site de la mairie, 2020) |

| Blason de Murat | Blason  | D'azur à trois murs en fasce d'argent maçonnés de sable, le premier crénelé de cinq pièces, le deuxième de quatre, le troisième de trois et ouvert du champ. |
| Blason de Murat | Détails | Armes parlantes (murs). Le statut officiel du blason reste à déterminer.                                                                                     |

Pas d'information pour les communes suivantes :  Malbo, Mandailles-Saint-Julien, Marchastel (Cantal) , Maurines, Méallet, Menet, Mentières, Molèdes, La Monselie, Montboudif, Montchamp (Cantal) , Le Monteil (Cantal) , Montgreleix, Montmurat, Montvert, Mourjou, Moussages
- Haut – A
- B
- C
- D
- E
- F
- G
- H
- I
- J
- K
- L
- M
- N
- O
- P
- Q
- R
- S
- T
- U
- V
- W
- X
- Y
- Z

## N
| Blason de Neuvéglise | Blason  | De gueules à la croix tréflée vidée d’argent.    |
| Blason de Neuvéglise | Détails | Le statut officiel du blason reste à déterminer. |

Pas d'information pour les communes suivantes : Narnhac, Naucelles, Neussargues-Moissac, Nieudan
- Haut – A
- B
- C
- D
- E
- F
- G
- H
- I
- J
- K
- L
- M
- N
- O
- P
- Q
- R
- S
- T
- U
- V
- W
- X
- Y
- Z

## O
| Blason de Omps | Blason  | Parti : au 1er d’or à la bordure denchée de sinople, au 2e de sinople à la bordure denchée d’or. |
| Blason de Omps | Détails | Le statut officiel du blason reste à déterminer.                                                 |

| Blason de Oradour | Blason  | De gueules à la croix cléchée, vidée et pommetée de douze pièces d’or. |
| Blason de Oradour | Détails | Le statut officiel du blason reste à déterminer.                       |

## P
| Blason de Pers | Blason  | D’argent aux six filets en bande de gueules.     |
| Blason de Pers | Détails | Le statut officiel du blason reste à déterminer. |

| Blason de Pierrefort | Blason  | D'or à la bordure de gueules.                    |
| Blason de Pierrefort | Détails | Le statut officiel du blason reste à déterminer. |

| Blason de Pleaux | Blason  | De gueules au lévrier rampant d'argent colleté d'azur, accompagné de six billettes d'argent ordonnées en orle. |
| Blason de Pleaux | Détails | Le statut officiel du blason reste à déterminer.                                                               |

Pas d'information pour les communes suivantes : Pailherols, Parlan, Paulhac (Cantal), Paulhenc, Peyrusse, Polminhac, Pradiers, Prunet (Cantal)
- Haut – A
- B
- C
- D
- E
- F
- G
- H
- I
- J
- K
- L
- M
- N
- O
- P
- Q
- R
- S
- T
- U
- V
- W
- X
- Y
- Z

## Q
Pas d'information pour les communes suivantes : Quézac (Cantal)

## R
| Blason de Raulhac | Blason  | De gueules à la bande d'argent chargée de trois tourteaux de sable. |
| Blason de Raulhac | Détails | Le statut officiel du blason reste à déterminer.                    |

| Blason de Riom-ès-Montagnes | Blason  | De gueules au lion d'hermine, armé, lampassé et couronné d'or. |
| Blason de Riom-ès-Montagnes | Détails | Le statut officiel du blason reste à déterminer.               |

| Blason de Roumégoux | Blason  | Deux écus accolés : 1er d’azur à trois fasces d’or, 2e parti au I de gueules au gerfaut d’argent, la patte dextre levée, au II de gueules au lion d’or. |
| Blason de Roumégoux | Détails | Le statut officiel du blason reste à déterminer. |

| Blason de Ruynes-en-Margeride | Blason  | Coupé : au 1er d'or à la croix alésée de gueules, au 2e d'azur au mur pignonné de neuf pièces. |
| Blason de Ruynes-en-Margeride | Détails | Le statut officiel du blason reste à déterminer.                                               |

Pas d'information pour les communes suivantes : Rageade, Reilhac (Cantal), Rézentières, Roannes-Saint-Mary, Roffiac, Rouffiac (Cantal), Le Rouget, Rouziers
- Haut – A
- B
- C
- D
- E
- F
- G
- H
- I
- J
- K
- L
- M
- N
- O
- P
- Q
- R
- S
- T
- U
- V
- W
- X
- Y
- Z

## S
| Blason de Saignes | Blason  | D'azur à la tour d'argent ouverte, ajourée et maçonnée de sable, accompagnée de sept fleurs de lys d'or ordonnées 2, 2, 2 et 1. |
| Blason de Saignes | Détails | Le statut officiel du blason reste à déterminer.                                                                                |

| Blason de Saint-Cernin | Blason  | D'or à la tour de gueules maçonnée de sable, ouverte du champ et chargée d'un lion du même, accostée de deux étoiles d'azur. |
| Blason de Saint-Cernin | Détails | Le statut officiel du blason reste à déterminer.                                                                             |

| Blason de Saint-Constant | Blason  | Parti d’or et d’azur aux deux croisettes de l'un en l'autre, au comble d’argent chargé de l’inscription ST-CONSTANT en lettres capitales de sable. |
| Blason de Saint-Constant | Détails | Le statut officiel du blason reste à déterminer.                                                                                                   |

| Blason de Saint-Étienne-de-Chomeil | Blason  | D'or au lion de gueules tenant une croisette potencée du même, au chef de gueules chargé de trois étoiles d'argent. |
| Blason de Saint-Étienne-de-Chomeil | Détails | Armes de la famille de Saint-Étienne (éteinte). Le statut officiel du blason reste à déterminer.                    |

| Blason de Saint-Flour | Blason  | Parti d'azur et d'or semé de fleurs de lys de l'un en l'autre, à la bordure engrêlée de gueules. |
| Blason de Saint-Flour | Détails | Le statut officiel du blason reste à déterminer.                                                 |

| Blason de Saint-Illide | Blason  | De gueules aux trois têtes d’aigle d’or.         |
| Blason de Saint-Illide | Détails | Le statut officiel du blason reste à déterminer. |

| Blason de Saint-Mamet-la-Salvetat | Blason  | De gueules au lévrier courant en bande, surmonté d’une croix de Malte accostée de deux tierces alésées, le tout d’argent, à la bordure denchée d’or. |
| Blason de Saint-Mamet-la-Salvetat | Détails | Le statut officiel du blason reste à déterminer. |

| Blason de Saint-Martin-Valmeroux | Blason  | Écartelé : au 1er d'azur semé de fleurs de lys d'or, à la tour d'argent ouverte, ajourée et maçonnée de sable, au 2e d'argent au lion de gueules, au 3e d'or au gonfanon de gueules frangé de sinople, au 4e d'azur au flanchis fourché de huit pointes d'argent et chargé en abîme d'une croix de sable. |
| Blason de Saint-Martin-Valmeroux | Détails | Le statut officiel du blason reste à déterminer. |

| Blason de Saint-Martin-sous-Vigouroux | Blason  | De gueules au chevron d'or chargé de cinq tourteaux d'azur. |
| Blason de Saint-Martin-sous-Vigouroux | Détails | Le statut officiel du blason reste à déterminer.            |

| Blason de Saint-Pierre | Blason  | Parti d'argent et d'azur, à une croix pattée droite alésée de gueules brochant en cœur et à deux clés renversées d'or passées en sautoir et brochant sur la croix. |
| Blason de Saint-Pierre | Détails | Les clés sont attributs de saint Pierre. Le statut officiel du blason reste à déterminer.                                                                          |

| Blason de Saint-Saury | Blason  | D’or à la colombe de gueules.                    |
| Blason de Saint-Saury | Détails | Le statut officiel du blason reste à déterminer. |

| Blason de Saint-Urcize | Blason  | D'argent au dextrochère de sable, posé en pal à senestre et brandissant une hache du même, posée en barre. |
| Blason de Saint-Urcize | Détails | Le statut officiel du blason reste à déterminer.                                                           |

| Blason de Salers | Blason  | De gueules à la tour d'or ouverte, ajourée et maçonnée de sable, au chef de France. |
| Blason de Salers | Détails | Le statut officiel du blason reste à déterminer.                                    |

| Blason de Soulages | Blason  | Tiercé en pairle renversé : au 1) de gueules à la fasce d'argent; au 2) d'or à un sapin coupé de sinople fûté de tenné, au 3) d'azur à un archange saint Michel d'or. |
| Blason de Soulages | Détails | Création J-F Binon Apparait sur PanneauPocoket en 2024. |

Pas d'information pour les communes suivantes : Saint-Amandin, Saint-Antoine (Cantal), Saint-Bonnet-de-Condat, Saint-Bonnet-de-Salers, Saint-Chamant (Cantal), Saint-Cirgues-de-Jordanne, Saint-Cirgues-de-Malbert, Saint-Clément (Cantal), Saint-Étienne-Cantalès, Saint-Étienne-de-Carlat, Saint-Étienne-de-Maurs, Saint-Georges (Cantal), Saint-Gérons, Saint-Hippolyte (Cantal), Saint-Jacques-des-Blats, Saint-Julien-de-Toursac, Saint-Just (Cantal), Saint-Marc (Cantal), Saint-Martial (Cantal), Saint-Martin-Cantalès, Saint-Mary-le-Plain, Saint-Paul-de-Salers, Saint-Paul-des-Landes, Saint-Poncy, Saint-Projet-de-Salers, Saint-Rémy-de-Chaudes-Aigues, Saint-Santin-Cantalès, Saint-Santin-de-Maurs, Saint-Saturnin (Cantal), Saint-Simon (Cantal), Saint-Victor (Cantal), Saint-Vincent-de-Salers, Sainte-Anastasie (Cantal) , Sainte-Eulalie (Cantal) , Sainte-Marie (Cantal) , Salins (Cantal), Sansac-de-Marmiesse, Sansac-Veinazès, Sauvat, La Ségalassière, Ségur-les-Villas, Sénezergues, Sériers, Siran (Cantal), Sourniac
- Haut – A
- B
- C
- D
- E
- F
- G
- H
- I
- J
- K
- L
- M
- N
- O
- P
- Q
- R
- S
- T
- U
- V
- W
- X
- Y
- Z

## T
| Blason de Tournemire | Blason  | D’or à trois bandes de sable, à la bordure de gueules chargée de onze besants d’or, au franc-quartier d’hermine. |
| Blason de Tournemire | Détails | Le statut officiel du blason reste à déterminer.                                                                 |

| Blason de Les Ternes | Blason  | D'azur au griffon d'or accompagné de trois épis du même.                          |
| Blason de Les Ternes | Détails | Armes de la famille d'Espinchal. Le statut officiel du blason reste à déterminer. |

Pas d'information pour les communes suivantes : Talizat, Tanavelle, Teissières-de-Cornet, Teissières-lès-Bouliès, Thiézac, Tiviers, Trémouille, La Trinitat, Le Trioulou, Trizac
- Haut – A
- B
- C
- D
- E
- F
- G
- H
- I
- J
- K
- L
- M
- N
- O
- P
- Q
- R
- S
- T
- U
- V
- W
- X
- Y
- Z

## U
Pas d'information pour les communes suivantes : Ussel (Cantal)

## V
| Blason de Valuéjols | Blason  | Écartelé : au 1er d’azur aux trois fasces d’argent maçonnées de sable, la première crénelée de quatre merlons sommés chacun d’une pierre, la deuxième de trois et la troisième de deux, le tout soutenu d’une plaine aussi d’argent, au 2e et 3e de gueules au lion échiqueté d’or et d’azur, au 4e d’azur aux trois lettres A capitales onciales d’or, sur le tout d’or au rencontre de vache de Salers au naturel. |
| Blason de Valuéjols | Détails | Le statut officiel du blason reste à déterminer. |

| Blason de Veyrières | Blason  | Coupé ondé: au 1) parti au 1a) de gueules au clocher du lieu d'or, ouvert de sable, ajouré de deux pièces du champ, chacune équipée d'une cloche d'argent, au 1b) d'argent à un chêne coupé au naturel englanté d'or, au 2) d'azur à un pont isolé d'or maçonné de sable . |
| Blason de Veyrières | Détails | Création J-F Binon. Adopté 18 juillet 2022 |

| Blason de Vic-sur-Cère | Blason  | D'or à la fasce d'azur chargée d'une fleur de lys du champ. |
| Blason de Vic-sur-Cère | Détails | Le statut officiel du blason reste à déterminer.            |

Pas d'information pour les communes suivantes : Vabres (Cantal) , Valette (Cantal), Valjouze, Le Vaulmier, Vebret, Velzic, Vernols, Vézac (Cantal), Vèze, Vezels-Roussy, Vieillespesse, Vieillevie, Le Vigean, Villedieu (Cantal), Virargues, Vitrac (Cantal), Védrines-Saint-Loup
- Haut – A
- B
- C
- D
- E
- F
- G
- H
- I
- J
- K
- L
- M
- N
- O
- P
- Q
- R
- S
- T
- U
- V
- W
- X
- Y
- Z

## Y
| Blason de Ydes | Blason  | D'or à deux clefs de sinople passées en sautoir, les pannetons vers senestre, à la bordure de gueules. |
| Blason de Ydes | Détails | Le statut officiel du blason reste à déterminer.                                                       |

Pas d'information pour les communes suivantes : Yolet, Ytrac